# Italia Independent Group
Italia Independent Group S.p.A. è una holding italiana, fondata nel 2008 a Torino e, sino al gennaio del 2024 quotata all'indice FTSE AIM Italia di Borsa Italiana.

## Storia
L'azienda è nata nel 2006, come LA S.r.l. poi diventata LA S.p.A. con sede a Moncalieri (TO), per la produzione di occhiali da sole di alta gamma come attività principale.
Nel 2007, viene creato il marchio Italia Independent. Sempre nello stesso anno viene creata Independent Ideas e viene acquistata una quota di We Care S.r.l. proprietaria del marchio Care Label.
Nel 2008 viene costituita la holding Italia Independent Group, con lo scopo di riunire sotto un'unica azienda tutti gli investimenti dei soci fondatori. Successivamente, vengono create Spirits S.r.l. (azienda che produce vodka), Sound Identity S.r.l. (azienda nell'ambito musicale), Value Card S.r.l. (nel settore carte di credito).
Nel 2016, con i conti economici in affanno, viene azzerato l'intero top management e vengono ceduti degli asset. A fine anno nuovo amministratore delegato è nominato Giovanni Carlino, subentra ad Andrea Tessitore, uno dei cofondatori del gruppo.
Nel luglio 2017 la sede viene spostata a Venaria Reale.
Nel febbraio 2019, dopo un bilancio 2018 chiuso con ricavi in calo, Ebitda negativo e una perdita di 6 milioni, entra nella società un fondo di venture capital, Talent EuVeca: con un aumento di capitale, il fondo ricapitalizza Italia Independent Group, che cerca di diventare un marchio di lifestyle, arrivando a detenere il 25,44% del capitale mentre Lapo Elkann, il maggiore azionista, ha il 53,93%.
Nell'aprile 2019, in occasione del rinnovo del cda e della decisione di fondere per incorporazione Italia Independent in Italia Independent Group, si dimette Carlino, al suo posto è nominato Mario Pietribiasi, ex Safilo. Dopo solo sei mesi, nell'ottobre 2019, Pietribiasi lascia. Subentra nell'incarico Marco Cordeddu, ex Stalam, Canepa, Fiat Auto.
Il 12 settembre 2023, dopo un aver selezionato un gruppo di potenziali acquirenti attraverso la consulenza di EY Advisory, Italia Independent Group annuncia la cessione del marchio Italia Independent per 1 milione di euro a M Group, società che controlla il Gruppo Modo di Alessandro Lanaro. All'inizio del 2024 viene deciso il delisting dalla Borsa e la messa in liquidazione della società.